# Hold It Against Me
Hold It Against Me är en låt av den amerikanska artisten Britney Spears. Den släpptes som den första singeln från hennes kommande sjunde studioalbum. Låten är skriven av Max Martin och Dr. Luke.